# Cucullia thapsiphaga
Cucullia thapsiphaga là một loài bướm đêm trong họ Noctuidae.